# Асоціація ветеранів спорту України
Асоціація ветеранів спорту України (АВСУ) — всеукраїнська спілка громадських організацій.
Утворена 26 липня 2011 в Києві.
Асоціація створена з метою 
- створення та становлення єдиної системи ветеранського спорту,
- розвитку ветеранського спорту на всіх рівнях,
- соціального захисту ветеранів фізичної культури і спорту,
- покращення організації всеукраїнських спортивних змагань ветеранів
- участі ветеранів в міжнародних спортивних турнірах.

Об’єднує федерації, асоціації, спілки, об’єднання та клуби, які сприяють розвитку ветеранського руху і спорту.
Асоціація співпрацює  з Державною службою молоді та спорту України.
Голова виконкому – президент асоціації — Віктор Ткаченко